# GT World Challenge Europe
Il GT World Challenge Europe (note fino alla stagione 2019 come Blancpain GT Series) è un campionato automobilistico organizzato dalla Stéphane Ratel Organisation e omologato dalla Federazione Internazionale dell'Automobile. È riservato a vetture Gran Turismo modificate dalle case produttrici secondo le specifiche GT3 della FIA. La serie era divisa in due campionati separati, le Blancpain GT Series Sprint Cup e le Blancpain GT Series Endurance Cup. Il campionato endurance è organizzato dal 2011 mentre quello sprint dal 2013, dando poi origine alle Blancpain GT Series nel 2014. Fino al 2019 sponsor principale del campionato è stato l'azienda di orologeria svizzera Blancpain.
Nel 2016 la Blancpain e la SRO hanno deciso di integrare le Sprint Series e Endurance Series nelle Blancpain GT Series, causando il cambiamento di denominazione che passa da "Blancpain Sprint Series" a "Blancpain GT Series Sprint Cup" mentre la serie endurance da "Blancpain Endurance Series" a "Blancpain GT Series Endurance Cup". Dalla stagione 2020 il nome della serie è stato cambiato in "GT World Challenge Europe powered by AWS". A partire dalla stagione 2021 il nome cambia ancora per l'inserimento di un nuovo title sponsor, la tedesca Fanatec, ditta produttrice di periferiche da gioco, specializzata nelle simulazioni di guida. Il nome completo diventa quindi "Fanatec GT World Challenge Europe powered by AWS".

## Categorie e regolamenti
Il GT World Challenge Europe è suddiviso in due categorie: Sprint Cup ed Endurance Cup. Possono partecipare auto omologate per la categoria GT3 secondo le regole FIA. Le auto sono guidate da equipaggi di minimo 2 e massimo 3 piloti, che si alternano al volante durante i pit stop obbligatori.

### Suddivisione dei piloti
I piloti si suddividono in base alla licenza:
- Platinum: piloti professionisti che abbiano partecipato e vinto alcune tra le maggiori categorie del motorsport (WEC, IndyCar, 24 Ore di Le Mans...)
- Gold: piloti professionisti che abbiano partecipato ad alti livelli ad altri campionati FIA
- Silver: piloti semiprofessionisti sotto i 30 anni che abbiano dato prova di velocità e consistenza pari a quella di altri piloti con la stessa licenza ed abbia vinto un campionato non professionistico (Ferrari Challenge, Lamborghini Super Trofeo, Porsche GT3 Cup Challenge)
- Bronze: piloti con poca esperienza in ambito internazionale, l'equivalente moderno dei gentleman-driver o piloti con licenza silver che non hanno ottenuto risultati di rilievo a cui, per questo, è stata revocata la licenza silver

### Classi
Gli equipaggi competono in classi separate, che vanno a determinare le rispettive classifiche:
- Pro o assoluta: composta di piloti professionisti i cui punti vengono assegnati in base alla classifica generale
- Pro-am: gli equipaggi sono misti con piloti professionisti e non, competono nella classifica assoluta e in quella a loro dedicata
- Silver: composta di soli piloti con licenza silver, come gli equipaggi pro-am competono nella classifica assoluta e in quella a loro dedicata
- Am: composta di soli piloti con licenza bronze, come gli equipaggi pro-am e silver competono nella classifica assoluta e in quella a loro dedicata

### Sprint Race
Le gare sprint sono due nel formato di un'ora ciascuna. Il formato del weekend di gara sprint comprende inoltre due sessioni di prove libere e altrettante sessioni di qualifica. La qualifica 1 determina la griglia di gara 1 e la qualifica 2 determina la griglia di gara 2. I rifornimenti sono vietati e la pitlane viene aperta tra il 25º e il 35º minuto di corsa per il pit stop obbligatorio, durante il quale fare cambio gomme e cambio pilota. I punti assegnati nelle due gare sono uguali e il punto della pole position è assegnato sia al termine della Q1 che della Q2:
| 1°   | 2° | 3°  | 4°  | 5° | 6°  | 7° | 8° | 9° | 10° | Pole position |
| ---- | -- | --- | --- | -- | --- | -- | -- | -- | --- | ------------- |
| 16.5 | 12 | 9.5 | 7.5 | 6  | 4.5 | 3  | 2  | 1  | 0.5 | 1             |

### Endurance Race
Le gare di durata possono essere di 3, 6 o 24 ore. Le qualifiche sono composte di 3 turni e al termine viene fatta la media dei tempi, dando priorità agli equipaggi che hanno partecipato a tutte le sessioni. Il punto aggiuntivo per la pole position viene assegnato solo all'equipaggio il cui pilota ha ottenuto il giro più veloce di tutte e 3 le qualifiche. Il punteggio varia in base alla durata della gara:
| Durata | 1° | 2° | 3° | 4° | 5° | 6° | 7° | 8° | 9° | 10° |
| ------ | -- | -- | -- | -- | -- | -- | -- | -- | -- | --- |
| 3 ore  | 25 | 18 | 15 | 12 | 10 | 8  | 6  | 4  | 2  | 1   |
| 6 ore  | 33 | 24 | 19 | 15 | 12 | 9  | 6  | 4  | 2  | 1   |

L'unica gara di 24 ore è la Total 24 Ore di Spa e assegna punti alle classifiche stilate dopo 6, 12 e 24 ore.
| Posizione | Dopo 6 ore | Dopo 12 ore | Dopo 24 ore |
| --------- | ---------- | ----------- | ----------- |
| 1         | 12         | 12          | 25          |
| 2         | 9          | 9           | 18          |
| 3         | 7          | 7           | 15          |
| 4         | 6          | 6           | 12          |
| 5         | 5          | 5           | 10          |
| 6         | 4          | 4           | 8           |
| 7         | 3          | 3           | 6           |
| 8         | 2          | 2           | 4           |
| 9         | 1          | 1           | 2           |
| 10        |            |             | 1           |

## Albo d'oro

### Assoluto

#### Piloti
| Anno | Assoluto                              | Coppa Silver                    | Coppa Pro-Am                      | Coppa Am                     |                                            |
| ---- | ------------------------------------- | ------------------------------- | --------------------------------- | ---------------------------- | ------------------------------------------ |
| 2014 | Laurens Vanthoor                      | Non assegnato                   | Non assegnato                     | Non assegnato                |                                            |
| 2015 | Robin Frijns                          | Non assegnato                   | Non assegnato                     | Non assegnato                |                                            |
| 2016 | Dominik Baumann Maximilian Buhk       | Non assegnato                   | Michał Broniszewski               | Claudio Sdanewitsch          |                                            |
| 2017 | Mirko Bortolotti Christian Engelhart  | Non assegnato                   | Alexander Mattschull              | David Perel                  |                                            |
| 2018 | Raffaele Marciello                    | Nico Bastian Jack Manchester    | Nyls Stievenart Markus Winkelhock | Adrian Amstutz Leo Machitski |                                            |
| 2019 | Andrea Caldarelli Marco Mapelli       | Nico Bastian                    | Andrea Bertolini Louis Machiels   | Non assegnato                |                                            |
| 2020 | Timur Boguslavskiy                    | Ezequiel Perez Companc          | Chris Froggatt Edward Cheever     | Non assegnato                |                                            |
| 2021 | Dries Vanthoor Charles Weerts         | Alex Fontana                    | Henrique Chaves Miguel Ramos      | Non assegnato                |                                            |
| 2022 | Raffaele Marciello                    | Benjamin Goethe Thomas Neubauer | Miguel Ramos                      | Non assegnato                |                                            |
| Anno | Assoluto                              | Coppa Oro                       | Coppa Silver                      | Coppa Bronzo                 | Coppa Pro-Am                               |
| 2023 | Raffaele Marciello Timur Boguslavskiy | Niklas Krütten Calan Williams   | Lorenzo Patrese Alex aka          | Alex Malykhin                | Alex Fontana Ivan Jacoma Nicolas Leutwiler |

#### Team
| Anno | Assoluto                   | Pro-Am Cup            | Am Cup                        | Silver Cup          |                           |
| ---- | -------------------------- | --------------------- | ----------------------------- | ------------------- | ------------------------- |
| 2014 | Belgian Audi Club Team WRT | Non assegnata         | Non assegnata                 | Non disputata       |                           |
| 2015 | Belgian Audi Club Team WRT | Non assegnata         | Non assegnata                 | Non disputata       |                           |
| 2016 | AMG - Team HTP Motorsport  | Kessel Racing         | AF Corse/Kaspersky Motorsport | Non disputata       |                           |
| 2017 | GRT Grasser Racing Team    | Rinaldi Racing        | Kessel Racing                 | Non disputata       |                           |
| 2018 | AKKA ASP Team              | Saintéloc Junior Team | Barwell Motorsport            | Non disputata       |                           |
| 2019 | Orange 1 FFF Racing Team   | AF Corse              | Non assegnata                 | AKKA ASP Team       |                           |
| 2020 | Belgian Audi Club Team WRT | SKY Tempesta Racing   | Non assegnata                 | Madpanda Motorsport |                           |
| 2021 | Team WRT                   | Barwell Motorsport    | Non assegnata                 | Emil Frey Racing    |                           |
| 2022 | AKKA ASP Team              | AF Corse              | Non assegnata                 | Team WRT            |                           |
| Anno | Assoluto                   | Coppa Oro             | Coppa Silver                  | Coppa Bronzo        | Coppa Pro-Am              |
| 2023 | AKKA ASP Team              | Boutsen VDS           | Tresor Attempto Racing        | Pure Rxcing         | Car Collection Motorsport |

### Sprint Cup

#### Piloti
| Anno | Coppa Pro (2013-2015) Assoluto (2016-2022) | Trofeo Pro-Am (2013-2015) Coppa Pro-Am (2016-2022) | Trofeo Gentleman (2013) Coppa Silver (2014-2022) | Coppa Am (2016-2019)                  |
| ---- | ------------------------------------------ | -------------------------------------------------- | ------------------------------------------------ | ------------------------------------- |
| 2013 | Stéphane Ortelli Laurens Vanthoor          | Sergej Afanas'ev Andreas Simonsen                  | Petr Charouz Jan Stoviçek                        | Non assegnata                         |
| 2014 | Maximilian Götz                            | Alessandro Latif Marc Basseng                      | Mateusz Lisowski Vincent Abril                   | Non assegnata                         |
| 2015 | Maximilian Buhk Vincent Abril              | Aleksej Karačev                                    | Jules Szymkowiak                                 | Non assegnata                         |
| 2016 | Enzo Ide                                   | Michal Broniszewski Giacomo Piccini                | Michele Beretta Luca Stolz                       | Claudio Sdanewitsch                   |
| 2017 | Robin Frijns Stuart Leonard                | Daniel Keilwitz Alexander Mattschull               | Jules Szymkowiak Fabian Schiller                 | David Perel Stephen Earle             |
| 2018 | Raffaele Marciello Michael Meadows         | Nyls Stievenart Markus Winkelhock                  | Nico Bastian Jack Manchester                     | Pierre Feligioni Claude-Yves Gosselin |
| 2019 | Andrea Caldarelli Marco Mapelli            | Phil Keen Hiroshi Hamaguchi                        | Nico Bastian Thomas Neubauer                     | Florian Scholze Wolfgang Triller      |
| 2020 | Dries Vanthoor Charles Weerts              | Simon Gachet Steven Palette                        | Eddie Cheever Chris Froggart                     | Non assegnato                         |
| 2021 | Dries Vanthoor Charles Weerts              | Alex Fontana                                       | Henrique Chaves Miguel Ramos                     | Non assegnato                         |
| 2022 | Dries Vanthoor Charles Weerts              | Pierre-Alexandre Jean Ulysse De Pauw               | Dean Macdonald Miguel Ramos                      | Non assegnato                         |
| Anno | Assoluto                                   | Coppa Oro                                          | Coppa Silver                                     | Coppa Bronzo                          |
| 2023 | Mattia Drudi Ricardo Feller                | Niklas Krütten Calan Williams                      | Jordan Love                                      | Alex Malykhin                         |

#### Scuderie
| Anno | Coppa Pro (2013-2015) Assoluto (2016-2022) | Trofeo Pro-Am (2013-2015) Coppa Pro-Am (2016-2022) | Trofeo Gentleman (2013) Coppa Silver (2014-2022) | Coppa Am (2016-2019)  |
| ---- | ------------------------------------------ | -------------------------------------------------- | ------------------------------------------------ | --------------------- |
| 2013 | Belgian Audi Club Team WRT                 | HTP Gravity Charouz                                | Non assegnata                                    | HTP Gravity Charouz   |
| 2014 | Belgian Audi Club Team WRT                 | Phoenix Racing                                     | Belgian Audi Club Team WRT                       | Non assegnata         |
| 2015 | Belgian Audi Club Team WRT                 | GT Russian Team                                    | Bentley Team HTP                                 | Non assegnata         |
| 2016 | Team WRT                                   | Kessel Racing                                      | Non assegnata                                    | AF Corse              |
| 2017 | Belgian Audi Club Team WRT                 | Rinaldi Racing                                     | HTP Motorsport                                   | Kessel Racing         |
| 2018 | Belgian Audi Club Team WRT                 | Saintéloc Racing                                   | Non assegnata                                    | Boutsen Ginion Racing |
| 2019 | AKKA ASP Team                              | Orange 1 FFF Racing Team                           | AKKA ASP Team                                    | HB Racing             |
| 2020 | Belgian Audi Club Team WRT                 | Saintéloc Racing                                   | Sky - Tempesta Racing                            | Non assegnata         |
| 2021 | Team WRT                                   | Emil Frey Racing                                   | Barwell Motorsport                               | Non assegnata         |
| 2022 | Team WRT                                   | AF Corse                                           | AF Corse                                         | Non assegnata         |
| Anno | Assoluto                                   | Coppa Oro                                          | Coppa Silver                                     | Coppa Bronzo          |
| 2023 | Tresor Orange1                             | Boutsen VDS                                        | Haupt Racing Team                                | Pure Rxcing           |

### Endurance Cup

#### Piloti
| Anno | Pro Cup (2011–2015) Overall (2016–present)             | Silver Cup                                               | Pro-Am Cup                                             | Gentlemen Trophy (2011–2014) Am Cup (2015–present)          | GT4                                           |
| ---- | ------------------------------------------------------ | -------------------------------------------------------- | ------------------------------------------------------ | ----------------------------------------------------------- | --------------------------------------------- |
| 2011 | Greg Franchi                                           | Non disputata                                            | Niek Hommerson Louis Machiels                          | Georges Cabannes                                            | Alex Buncombe Jordan Tresson Christopher Ward |
| 2012 | Christopher Haase Christopher Mies Stéphane Ortelli    | Non disputata                                            | Niek Hommerson Louis Machiels                          | Pierre Hirschi Robert Hissom                                | Non disputata                                 |
| 2013 | Maximilian Buhk                                        | Non disputata                                            | Lucas Ordóñez                                          | Jean-Luc Beaubelique Jean-Luc Blanchemain Patrice Goueslard | Non disputata                                 |
| 2014 | Laurens Vanthoor                                       | Non disputata                                            | Stefano Gai Andrea Rizzoli                             | Francisco Guedes Peter Mann                                 | Non disputata                                 |
| 2015 | Alex Buncombe Katsumasa Chiyo Wolfgang Reip            | Non disputata                                            | Duncan Cameron Matt Griffin                            | Ian Loggie Julian Westwood                                  | Non disputata                                 |
| 2016 | Robert Bell Côme Ledogar Shane van Gisbergen           | Non disputata                                            | Alessandro Bonacini Michał Broniszewski Andrea Rizzoli | Vadim Gitlin Liam Talbot Marco Zanuttini                    | Non disputata                                 |
| 2017 | Mirko Bortolotti Andrea Caldarelli Christian Engelhart | Non disputata                                            | Jonathan Adam Ahmad Al Harthy                          | Jacques Duyver David Perel Marco Zanuttini                  | Non disputata                                 |
| 2018 | Yelmer Buurman Maro Engel Luca Stolz                   | Alex Fontana Mikaël Grenier Adrian Zaugg                 | Chris Buncombe Nick Leventis Lewis Williamson          | Adrian Amstutz Leo Machitski                                | Non disputata                                 |
| 2019 | Andrea Caldarelli Marco Mapelli                        | Nico Bastian Timur Boguslavskiy Felipe Fraga             | Ahmad Al Harthy Charlie Eastwood Salih Yoluç           | Adrian Amstutz Leo Machitski                                | Non disputata                                 |
| 2020 | Alessandro Pier Guidi                                  | Patrick Kujala Alex MacDowall Frederik Schandorff        | Chris Goodwin Alexander West                           | Stéphane Tribaudini                                         | Non disputata                                 |
| 2021 | Alessandro Pier Guidi Nicklas Nielsen Côme Ledogar     | Alex Fontana Ricardo Feller Rolf Ineichen                | Chris Froggatt Jonathan Hui                            | Non disputata                                               | Non disputata                                 |
| 2022 | Raffaele Marciello Daniel Juncadella Jules Gounon      | Benjamin Goethe Thomas Neubauer Jean-Baptiste Simmenauer | Andrea Bertolini Stefano Costantini Luigi Machiels     | Non disputata                                               | Non disputata                                 |
| Anno | Assoluto                                               | Coppa Oro                                                | Coppa Silver                                           | Coppa Bronzo                                                | Pro-Am Cup                                    |
| 2023 | Timur Boguslavskiy Jules Gounon Raffaele Marciello     | Nicolas Baert Maxime Soulet                              | Benjamín Hites Clemens Schmid Glenn van Berlo          | Eddie Cheever III Chris Froggatt Jonathan Hui               | Alex Fontana Ivan Jacoma Nicolas Leutwiler    |

#### Team
| Anno | Pro Cup (2011–2015) Overall (2016–presente) | Silver Cup         | Pro-Am Cup                     | Gentlemen Trophy (2011–2014) Am Cup (2015–presente) | GT4                       |
| ---- | ------------------------------------------- | ------------------ | ------------------------------ | --------------------------------------------------- | ------------------------- |
| 2011 | Belgian Audi Club                           | Non disputata      | Vita4One                       | Ruffier Racing                                      | RJN Motorsport            |
| 2012 | Belgian Audi Club Team WRT                  | Non disputata      | AF Corse                       | Sainteloc Racing                                    | Non disputata             |
| 2013 | Marc VDS Racing Team                        | Non disputata      | Nissan GT Academy Team RJN     | SOFREV Auto Sport Promotion                         | Non disputata             |
| 2014 | Belgian Audi Club Team WRT                  | Non disputata      | Scuderia Villorba Corse        | AF Corse                                            | Non disputata             |
| 2015 | Belgian Audi Club Team WRT                  | Non disputata      | AF Corse                       | AKKA ASP                                            | Non disputata             |
| 2016 | Garage 59                                   | Non disputata      | Kessel Racing                  | Kessel Racing                                       | Non disputata             |
| 2017 | Bentley Team M-Sport                        | Non disputata      | Oman Racing Team with TF Sport | Kessel Racing                                       | Non disputata             |
| 2018 | (Mercedes-AMG Team) Black Falcon            | Non disputata      | 961 Corse / AF Corse           | Barwell Motorsport                                  | Non disputata             |
| 2019 | Orange 1 FFF Racing Team                    | AKKA ASP Team      | Oman Racing with TF Sport      | Barwell Motorsport                                  | Non disputata             |
| 2020 | SMP Racing / AF Corse                       | Barwell Motorsport | Garage 59                      | CMR                                                 | Non disputata             |
| 2021 | Team WRT                                    | Emil Frey Racing   | Sky - Tempesta Racing          | Non dispuata                                        | Non disputata             |
| 2022 | AKKA ASP Team                               | Team WRT           | SPS Automotive Performance     | Inception Racing                                    | Non disputata             |
| Anno | Assoluto                                    | Coppa Oro          | Coppa Silver                   | Coppa Bronzo                                        | Pro-Am Cup                |
| 2023 | AKKodis ASP Team                            | Comtoyou Racing    | GRT Grasser Racing Team        | Sky – Tempesta Racing                               | Car Collection Motorsport |